# Sonic the Hedgehog 3 (film)
Sonic the Hedgehog 3 er en amerikansk komediefilm fra 2024. Den er instrueret af Jeff Fowler og er baseret på videospilsserien af samme navn fra Sega. Film efterfulgte Sonic the Hedgehog 2 (2022).

## Medvirkende
- Ben Schwartz som Sonic
- Colleen O'Shaughnessey som Tails
- Idris Elba som Knuckles
- Keanu Reeves som Shadow
- James Marsden som Tom Wachowski
- Tika Sumpter som Maddie Wachowski
- Jim Carrey som Dr. Eggman og Gerald Robotnik
- Lee Majdoub som Agent Stone
- Krysten Ritter som Director Rockwell
- Natasha Rothwell som Rachel
- Shemar Moore som Randall Handell
- Adam Pally som Wade Whipple
- Alyla Browne som Maria Robotnik
- Tom Butler som Commander Walters
- James Wolk som Ung Commander Walters
- Jorma Taccone som Kyle Lancebottom